# 박물관 목록
다음 목록은 나라별 박물관 목록이다.

## 아시아
- 대한민국의 박물관과 미술관 목록
- 베트남의 박물관과 미술관 목록
- 시리아의 박물관과 미술관 목록
- 아랍에미리트의 박물관과 미술관 목록
- 예멘의 박물관과 미술관 목록
- 우즈베키스탄의 박물관과 미술관 목록
- 일본의 박물관과 미술관 목록
- 중화민국의 박물관과 미술관 목록
- 중화인민공화국의 박물관과 미술관 목록
- 태국의 박물관과 미술관 목록
- 투르크메니스탄의 박물관과 미술관 목록
- 튀르키예의 박물관과 미술관 목록

## 유럽
- 네덜란드의 박물관과 미술관 목록
- 노르웨이의 박물관과 미술관 목록
- 독일의 박물관과 미술관 목록
- 러시아의 박물관과 미술관 목록
- 벨기에의 박물관과 미술관 목록
- 스웨덴의 박물관과 미술관 목록
- 스위스의 박물관과 미술관 목록
- 스페인의 박물관과 미술관 목록
- 슬로베니아의 박물관과 미술관 목록
- 영국의 박물관과 미술관 목록
- 오스트리아의 박물관과 미술관 목록
- 우크라이나의 박물관과 미술관 목록
- 이탈리아의 박물관과 미술관 목록
- 지브롤터의 박물관과 미술관 목록
- 페로 제도의 박물관과 미술관 목록
- 포르투갈의 박물관과 미술관 목록
- 프랑스의 박물관과 미술관 목록

## 아메리카
- 그린란드의 박물관과 미술관 목록
- 미국의 박물관과 미술관 목록
- 멕시코의 박물관과 미술관 목록
- 베네수엘라의 박물관과 미술관 목록
- 사우스조지아 사우스샌드위치 제도의 박물관과 미술관 목록
- 우루과이의 박물관과 미술관 목록
- 캐나다의 박물관과 미술관 목록
- 트리니다드 토바고의 박물관과 미술관 목록

## 아프리카
- 부룬디의 박물관과 미술관 목록
- 상투메 프린시페의 박물관과 미술관 목록
- 우간다의 박물관과 미술관 목록
- 에스와티니의 박물관과 미술관 목록
- 잠비아의 박물관과 미술관 목록
- 짐바브웨의 박물관과 미술관 목록
- 카보베르데의 박물관과 미술관 목록
- 탄자니아의 박물관과 미술관 목록
- 토고의 박물관과 미술관 목록
- 튀니지의 박물관과 미술관 목록

## 오세아니아
- 괌의 박물관과 미술관 목록
- 마셜 제도의 박물관과 미술관 목록
- 바누아투의 박물관과 미술관 목록
- 오스트레일리아의 박물관과 미술관 목록
- 피지의 박물관과 미술관 목록
- 통가의 박물관과 미술관 목록